# Manegens Stjerne
Manegens Stjerne er en dansk stum melodramafilm fra 1912 produceret af Nordisk Films Kompagni og instrueret af Leo Tscherning. Filmens manuskript er krediteret M. Dorph.
Filmens hovedroller som de unge forelskede spilles af Agnete von Prangen Blom og Svend Melsing.
Filmen havde dansk premiere den 3. juni 1912 og havde premiere i Kinografen og blev i tysktalende lande distribueret som Alles um Liebe og i fransktalende lande som Amour.

## Handling
Den unge mand Børger er netop blevet færdiguddannet som løjtnant. For at fejre det, gr han i cirkus med vennerne, hvor han ser en smuk ung skolerytterske, Mirza, som han forelsker sig i. Han møder hende på Galopbanen sammen med hendes kæreste, Grev Ravensberg. Det ende rmed en duel, hvor Brger bliver såret, således at han må opgive sin militære karriere. Han er dog fortsat forelsket i Mirza, og opsøger hende i cirkusset, og aftaler med hende at de to skal flygte. En klovn overhører imidlertid samtalen og advarer greven, der opsøger Børge, og sårer ham alvorligt ved revolverskud. Samtidig udbryder brand i cirkusset, og Mirzas ansigt bliver forbrændt. De kommer begge i pleje blandt nonner. Børges far læser om attentatet i avisen og dør og sindsbevægelsen. Børges mor og Eva, der i virkeligheden elsker Børge, overtaler begge til at rejse hjem til familien. 
Mirza har bemærket, at Eva elsker Børge, og hun vil ikke stille sig i vejen for Evas lykke. Forbrændt og vansiret inser hun, at hun aldrig vil kunne bevare en mands kærlighed, og hun går op på taget for at springe i døden. I sidste øjeblik får Børge Mirza til at opgive sit forehavende. Mirza viser Børge sit forbrændte ansigt for at vise ham sandheden, men Børge rækker hende en blomst som bevis på hans usvækkede kærlighed, og et kys binder dem sammen for livet.

## Medvirkende
- Agnete von Prangen Blom som	Mirza, skolerytterske
- Poul Reumert som Grev Ravensberg
- Cajus Bruun som Ritmester Trolle
- Torben Meyer som Dumme Peter
- Svend Melsing som Børge, Trolles søn
- Jenny Roelsgaard som Eva Harding
- Christian Schrøder
- Aage Lorenzen
- Maja Bjerre-Lind
- Birger von Cotta-Schønberg
- Hilmar Clausen
- Agnes Lorenzen som nonne

Kilde: